# I. e. 122
Évszázadok: i. e. 3. század – i. e. 2. század – i. e. 1. század
Évtizedek: i. e. 170-es évek – i. e. 160-as évek – i. e. 150-es évek – i. e. 140-es évek – i. e. 130-as évek – i. e. 120-as évek – i. e. 110-es évek – i. e. 100-as évek – i. e. 90-es évek – i. e. 80-as évek – i. e. 70-es évek
Évek: i. e. 127 – i. e. 126 – i. e. 125 – i. e. 124 –  i. e. 123 – i. e. 122 – i. e. 121 – i. e. 120 – i. e. 119 – i. e. 118 – i. e. 117

## Események

### Róma
- Cnaeus Domitius Ahenobarbust és Caius Fannius Strabót választják consulnak.
- Caius Sempronius Gracchust másodszor is néptribunussá választják, megszegve a régi szabályt, hogy senki nem lehet egymás követő két évben tribunus. A szenátus úgy próbálja elejét venni reformjainak, hogy Marcus Livius Drusust választatja meg másik tribunussá, aki demagóg módon ráígér Gracchus minden javaslatára. A szenátus Africában új várost alapít a lerombolt Karthágó helyén és ennek szervezésével Gracchust bízzák meg. Drusus a távollétében szétzilálja ellenfele támogatottságát és a következő évben Gracchus megbukik a néptribunusválasztáson.
- Domitius Ahenobarbus consul Gallia Transalpinában megtámadja az allobroges gall törzset, mert nem hajlandóak átadni a hozzájuk menekült salluvius királyt, Teutomaliust.

### Kelet-Ázsia
- Meghal Csao-mo, a mai Dél-Kinára és Vietnamra kiterjedő Nan-jüe királyság ura. Utóda fia, Csao Jing-csi.

### India
- Meghal Odruka (vagy Bhadraka), a Sunga Birodalom uralkodója. Utóda Pulindaka.

## Halálozások
- Liu An, kínai herceg, filozófus
- Csao-mo, Na-jüe királya
- Odruka, a Sunga Birodalom királya

## Fordítás
- Ez a szócikk részben vagy egészben  a(z)   122 av. J.-C. című francia Wikipédia-szócikk ezen változatának fordításán alapul.  Az eredeti cikk szerkesztőit annak laptörténete sorolja fel. Ez a jelzés csupán a megfogalmazás eredetét és a szerzői jogokat jelzi, nem szolgál a cikkben szereplő információk forrásmegjelöléseként.